# Helen Moloney
Pour les articles homonymes, voir Moloney.
Helen Moloney (2 janvier 1926 - 6 mars 2011) est une artiste vitrailliste irlandaise connue pour son travail avec l'architecte Liam McCormick dans les églises qu'il conçoit dans les années 1960 et 1970.

## Petite enfance et famille
Helen Moloney est née sur Henry Street à Tipperary, le 2 janvier 1926. Elle a une sœur jumelle, Mary. Ses parents sont James (1896-1981) et Katherine (Kathleen) Moloney (née Barry) (1896-1969). Elle a deux sœurs plus jeunes que sa jumelle et un frère. Sa plus jeune sœur Katherine (1928-1989) épouse Patrick Kavanagh après une longue relation. Les deux côtés de la famille de Moloney sont impliqués dans les mouvements républicains irlandais. Son grand-père paternel, Patrick James Moloney (1869–1947), est chimiste pharmaceutique et député du Sinn Féin à Tipperary de 1919 à 1923, réélu en juin 1922 comme candidat anti-traité. Son père est officier dans la 2e division sud et la 3e brigade Tipperary pendant la guerre d'indépendance et sert avec l'IRA anti-traité en tant que directeur des communications. Son oncle, Con Moloney (1897 / 8–1951), est adjudant de la 2e division sud sous les ordres d'Ernie O'Malley et de Liam Lynch. La mère de Moloney est la sœur aînée de Kevin Barry et est active à la Cumann na mBan, dans la Ligue gaélique et au Sinn Féin. Elle travaille au département des affaires intérieures de Dáil Éireann et est juge des tribunaux républicains. Elle fait des tournées en Amérique et en Australie au début des années 1920 pour collecter des fonds pour la cause républicaine irlandaise et est secrétaire générale de l'Irish Republican Prisoners 'Dependents' Fund. Le père de Moloney est un chimiste et lutte pour trouver du travail jusqu'à ce qu'il prenne un poste avec la société Irish Sugar à Carlow en 1934,.

## Carrière artistique

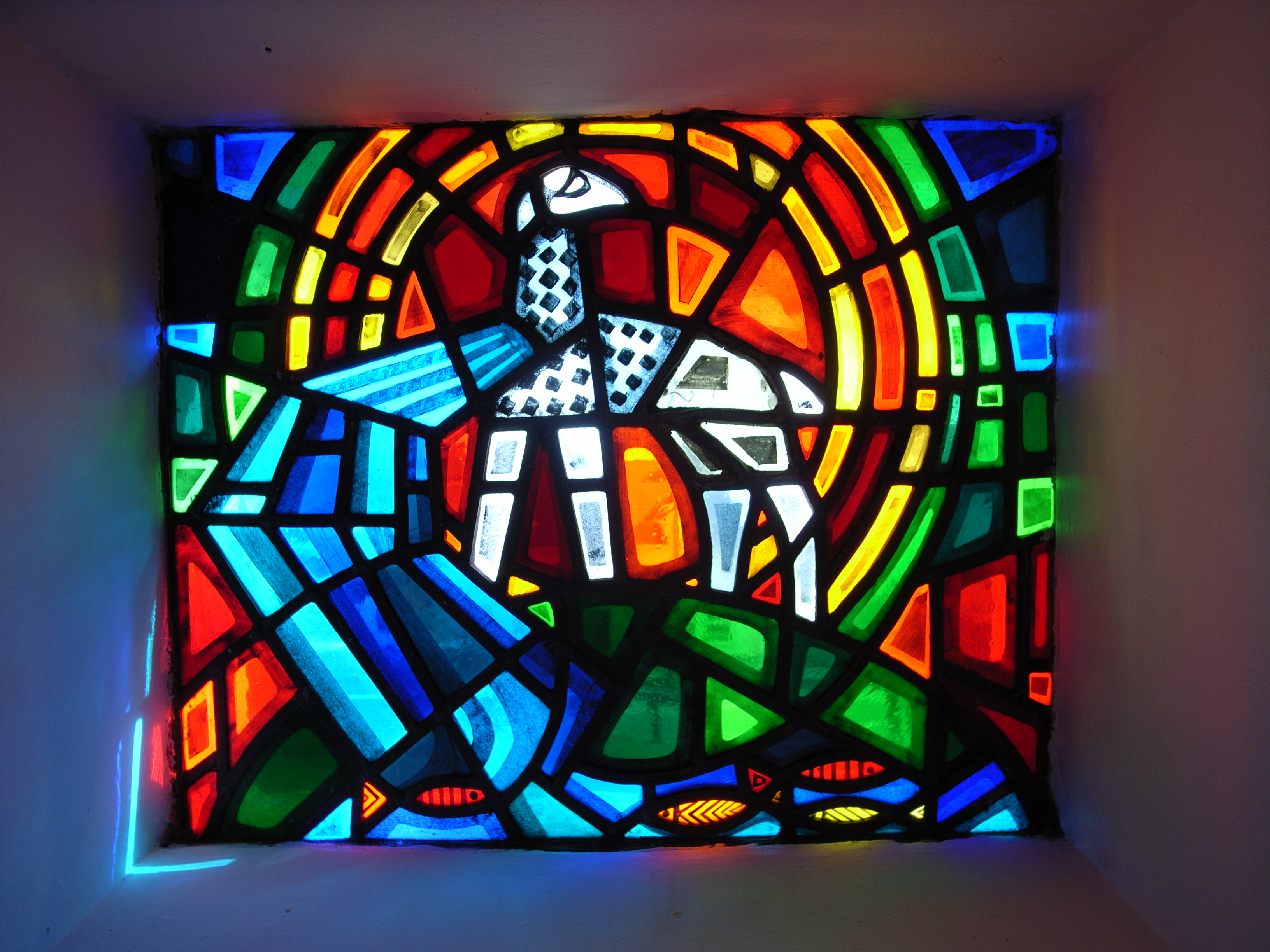
Verrière de Moloney à la Archangel Saint Michael Church de Creeslough.

Moloney quitte l'école juste avant son 14e anniversaire, poursuivant des études de dessin à temps partiel au National College of Art (NCA) avec Art O'Murnaghan. Elle reçoit une série de bourses et de prix qui lui permettent de suivre une formation de peintre à temps plein et elle est diplômée en 1948. Elle vit à Paris pendant neuf mois où elle étudie le dessin à l'Académie de la Grande Chaumière à Montparnasse. En 1952, elle retourne à Dublin et emménage dans un studio au 5 Waterloo Road dans le quartier de Ballsbridge à Dublin, où elle vit le reste de sa vie. Elle occupe un poste d'enseignement à temps partiel à l'école technique de Blackrock de 1952 à 1964. Ayant vu les vitraux de la Sainte-Chapelle et de la cathédrale Notre-Dame de Paris, puis l'exposition commémorative des œuvres d'Evie Hone en 1958, Moloney choisit d'utiliser le vitrail comme médium. Moloney étudie les vitraux sous John Murphy (1921-2006) au NCA de 1958 à 1961. Elle travaille ensuite comme assistante de Patrick Pollen dans son studio dans les locaux d'An Túr Gloine de 1960 à 1962. En 1962, elle est exposée à la troisième Biennale d'art sacré de Salzbourg, et elle aide Pollen avec la grande commande de vitraux dans une nouvelle église conçue par Liam McCormick, l'église St Patrick à Lifford dans comté de Donegal en 1964,,.
En 1964, après avoir reçu une subvention du Conseil des arts, Moloney créé son propre studio où elle travaille à plein temps en tant qu'artiste vitrailliste. Elle travaille plusieurs fois avec McCormick sur les églises catholiques qu'il conçoit, accomplissant 11 commandes pour lui. Ses vitraux sont en accord avec le style architectural radical et moderne de ces bâtiments, en utilisant des dessins semi-abstraits dans des couleurs primaires fortes contre ses surfaces blanches. Elle fait partie d'un groupe d'artisans et d'artistes réunis par McCormick avec John Behan, Ruth Brandt, Ray Carroll, Oisín Kelly, Patrick McElroy, Patrick Pye, Veronica Rowe et Imogen Stuart. Sa première commission indépendante est sur une église McCormick, la Star of the Sea à Desertegney dans comté de Donegal en 1964. L'église de 1967 de St Aengus à Burt dans la comté de Donegal par McCormick, qui met en avant son travail, est l'une des plus célèbres et reçoit la médaille d'or du Royal Institute of the Architects of Ireland pour la période 1965-1967. Le RIAI note « le soin affectueux qui lui a été prodigué par l'architecte, le constructeur, le client, les artistes, les artisans ». L'église est nommée édifice irlandais du XXe siècle en 2000 par le RIAI sur la base d'un vote public et des membres du RIAI.
En 1977, Moloney est chargée de travailler sur une église non catholique, Donoughmore Presbyterian Church à Liscooley dans la comté de Donegal, créant les verrières et concevant un retable représentant le buisson ardent. Les autres architectes avec lesquels elle travaille sont Richard Hurley, Philip Shaffrey et Andrew Devane. Parmi ses dernières commandes on trouve l'église St Stephen à Killiney dans le comté de Dublin, conçue par Michael Brock, et l'église St Francis of Assisi à Drumnabey dans le comté de Tyrone, conçue par Joe Treacy, toutes deux en 1982. Ayant eu du mal à terminer une commande à la fin des années 1980, Moloney prend sa retraite de la fabrication de vitraux.
Moloney est élue à Aosdána en 1982. Malgré l'importante implication politique de sa famille, Moloney elle-même est apolitique. Une fois son travail terminé, elle revient rarement pour voir son travail ou en parler. Moloney meurt à son domicile de Dublin le 6 mars 2011 et est enterrée au cimetière de Glasnevin,.

## Œuvres choisies
- Our Lady Queen of Heaven à l'aéroport de Dublin (1964) vitrail et chemin de croix
- Holy Family church, Southampton en Angleterre (1966)
- St Clement's retreat house chapel à Belfast (1967)
- Our Lady of Lourdes, Ballyconnell dans la comté de Cavan (1968)
- Church of St MacNissi, Magherahoney dans la comté d'Antrim, extension du transept sud (1968)
- Archangel St Michael's church, Creeslough dans le comté de Donegal (1971)
- St Mary's, Maghera, dans le comté de Londonderry (1974) - seven eucharistic windows, the sanctuary cross, enamel insets fixed to the altar, ambo, font, and aluminium entrance doors
- St Joseph's church, Tinryland, dans le comté de Carlow (1974)
- St Oliver Plunkett church, Toome dans le comté d'Antrim (1976)
- Our Lady of Lourdes, Steelstown dans le comte de Londonderry (1976)
- Christ Prince of Peace, Fossa dans le comté de Kerry (1977)
- St Patrick's, Clogher dans le comté de Tyrone (1979)[1]